# Wysoczyzna Bialska
Wysoczyzna Bialska (318.58.1) – według podziału fizycznogeograficznego Krzysztofa Badory mikroregion położony w zachodnio-południowej części makroregionu Nizina Śląska i zachodniej części mezoregionu Płaskowyż Głubczycki, w województwie opolskim. Rozciąga się w przybliżeniu wzdłuż linii Głuchołazy–Prudnik–Biała–Głogówek.
Na Wysoczyźnie Bialskiej dominuje typ ukształtowania rzeźby terenu falisty i pagórkowaty, polodowcowy i peryglacjalny, z glinami zwałowymi, piaskami i żwirami oraz pokrywą glin lessopodobnych. Pokrycie rolno-osadnicze.
Mikroregion graniczy z Doliną Białej Głuchołaskiej (332.17.2), Doliną Górnej Białej (332.17.3), Obniżeniem Prudnickim (318.58.5), Równiną Mosznej (318.55.9) i Przedgórzem Głuchołasko-Prudnickim (332.17.3).

## Miejscowości
Wysoczyzna Bialska mieści się w województwie opolskim, w powiatach prudnickim i nyskim. Wzdłuż mikroregionu położone są miejscowości: Biała, Browiniec Polski, Błażejowice Dolne, Czyżowice, Dobroszewice, Domaszkowice, Dzierżysławice, Gostomia, Gryżów, Hajduki Nyskie, Józefów, Kolnowice, Kępnica, Laskowiec, Lipowa, Mieszkowice, Mionów, Niwnica, Nowy Browiniec, Nowy Las, Olbrachcice, Olszynka, Piorunkowice, Prężyna, Prężynka, Rostkowice, Rudziczka, Solec, Stary Las, Sucha Kamienica, Słoków, Ścinawa Mała, Ścinawa Nyska, Śmicz, Wasiłowice, Węża, Wierzbięcice, Wierzch, Wilków (gminy Biała, Głogówek, Prudnik, Lubrza, Nysa).